# Fritz Schmoll
Fritz Schmoll (* 25. Mai 1913 in Ebschied, Kreis Simmern; † 30. Juli 1946 in Rastatt) war ein deutscher Polizeiinspektor, SS-Untersturmführer und Leiter des Gestapo-Lagers Neue Bremm in Saarbrücken.

## Leben
Schmoll war das älteste von fünf Kindern und verbrachte die ersten Lebensjahre auf dem landwirtschaftlichen Betrieb seiner Eltern. Nach dem Besuch der katholischen Volksschule besuchte er zwischen 1930 und 1933 die Handelsschule in Bitburg. Im Anschluss begann er in Schiffweiler eine dreijährige kaufmännische Lehre in einem Kolonialwarengeschäft.
Schmoll war katholisch, trat jedoch 1939 aus der Kirche aus. Gleichzeitig bezeichnete er sich aber selber als gottgläubig.
Schmoll trat 1933 der NSDAP bei. Zusätzlich war er Mitglied der SA und SS.
Nach einer zirka einjährigen Tätigkeit im elterlichen Betrieb arbeitete Schmoll bis Januar 1939 im Frauen-Konzentrationslager Moringen. Im Anschluss ergriff er die Laufbahn im Polizeidienst. Seine erste Stelle bekleidete er bei der Staatspolizei in Hildesheim. Als weitere Stationen folgten Neustadt an der Weinstraße, Warschau und Wilhelmshaven. Der berufliche Aufstieg führte ihn schließlich zur Schule der Sicherheitspolizei und des SD nach Bernau.
Schmoll wurde Inspektoranwärter der Sicherheitspolizei und anschließend hauptamtlicher Gestapo-Mitarbeiter. In der SD-Stelle der Staatspolizei in Wilhelmshaven wurde ihm zwischen 1940 und 1942 die ideologische Einstellung vermittelt, die es ihm ermöglichte, künftig im Rang eines SS-Offiziers ein Lager der Gestapo leiten zu können.
Im Februar 1943 trat Schmoll seinen Dienst bei der Staatspolizeistelle in Saarbrücken an. Er war unter anderem für den Aufbau des Gestapo-Lagers Neue Bremm verantwortlich und wurde bis November 1944 dessen Lagerkommandant. Sein Slogan lautete „Ein Tag, ein Toter“.
Schmoll wurde im Rastatter Prozess angeklagt. Er versuchte seinen Anklägern zu belegen, dass er den von ihm gewählten kaufmännischen Berufsweg zugunsten einer Tätigkeit bei der Geheimen Staatspolizei aufgeben musste. Bei seiner Tätigkeit im Gestapo-Lager habe es sich um eine reine Verwaltungstätigkeit gehandelt. Die im Prozess vorgelegten Beweise sowie Zeugenaussagen belegten jedoch, dass er das Lager mit äußerster Brutalität führte und die „Sonderbehandlung“ von Gefangenen selber übernahm.
Schmoll wurde als Hauptverantwortlicher für die Zustände im Lager sowie für einzelne Verbrechen schuldig gesprochen und zum Tode verurteilt. Das Urteil wurde am 30. Juli 1946 in Rastatt vollstreckt.